# Revanche - Ti ucciderò
Revanche - Ti ucciderò (Revanche) è un film del 2008 scritto e diretto da Götz Spielmann.
La distribuzione italiana è curata da Fandango e l'uscita nei cinema è stata il 5 marzo 2010.

## Trama
Il film narra la storia di una prostituta ucraina e del suo amante Alex (che lavora in un bordello) che volendo cambiar vita decidono di mettere in atto una rapina, nel corso della quale la ragazza rimarrà uccisa per mano di un poliziotto.

## Riconoscimenti
È stato candidato ai Premi Oscar 2009 come miglior film straniero.
Nel 2009 è stato indicato tra i migliori film stranieri dell'anno dal National Board of Review of Motion Pictures.